# Скопус (гора)
Гора́ Ско́пус (ивр. הַר הַצּוֹפִים‎ (Хар ха-Цофим), англ. Mount Scopus, араб. راس المشارف‎, (Рас аль-Мушариф)) является северной вершиной Елеонской горы на северо-востоке Иерусалима. Высота над уровнем моря — 826 метров (2710 футов).
В результате арабо-израильской войны 1948 года гора Скопус стала охраняемым объектом ООН на иорданской территории, оккупированной до Шестидневной войны (1967). Сегодня гора Скопус находится в пределах муниципальных границ Иерусалима.

## История

### Античный период
Гора Скопус, со склонов и вершины которой открывается вид на Иерусалим, являлась стратегически важным объектом со времён глубокой древности, так как использовалась в качестве базы для нападений на город. В 66 году н. э. там располагался XII римский легион. Затем, в 70 г. н. э. гора Скопус в качестве стратегической позиции для проведения осады города была использована XII, XV и V легионами (позиция X легиона находилась на Масличной горе). В 1099 году гора Скопус в качестве стратегической базы была использована крестоносцами.

### Современная эпоха
В 1948 году, когда британцы прекратили обеспечивать безопасность в регионе, еврейский анклав на горе Скопус стал ещё более отрезанным от основных районов еврейского Иерусалима. Доступ к больнице и университетскому городку обеспечивала узкая дорога длиной в версту, проходящая через арабскую деревню Шейх-Джарра. Стрельба арабских снайперов стала обычным явлением, по маршруту доступа были заложены дорожные мины. Когда продукты питания и запасы в больнице начали иссякать, большой конвой, состоящий из врачей и их помощников, вышел за пределы осаждённой больницы и был атакован. Это событие стало известно как «резня медицинского персонала Хадассы».
В соответствии с соглашением о прекращении огня от 30 ноября 1948 года, которое установило разделение Иерусалима на Восточный и Западный, Израиль контролировал западную часть города, а Иордания — восточную. На границе были созданы несколько демилитаризованных зон «нейтральной территории», одна из них на горе Скопус.
Сложилась ситуация, в результате которой составы с провиантом, прибывающие раз в две недели в университет и больницу, расположенные в израильской части демилитаризованной зоны, периодически охранялись иорданскими боевыми частями.
Статья VIII соглашений о перемирии, подписанных Израилем и Иорданией в апреле 1949 года, призывала к возобновлению «нормального функционирования культурных и гуманитарных учреждений на горе Скопус и бесплатный доступ к ней; свободного доступа к святым местам и культурным учреждениям, использования кладбища на Масличной горе; работы насосной станции „Латрун“, обеспечения электроэнергией Старого города и работы железной дороги в Иерусалиме». В январе 1958 года, Фрэнсис Уррутиа, Представитель Генерального секретаря ООН, пытался убедить Иорданию соблюдать статью VIII, но безуспешно.
В мае 1958 года иорданские солдаты открыли огонь по израильскому патрулю, убив офицера ООН и четырёх израильских полицейских. Ральф Банч, помощник Генерального секретаря ООН Дага Хаммаршельда, а затем Хаммаршельд сам, посетили Иерусалим и Амман, чтобы найти решение, но их визиты снова не увенчались успехом. Соглашение о горе Скопус, подписанное 7 июля 1948, определило демилитаризованную зону в окрестностях горы и возложило функции надзора за выполнением условий перемирия на Организацию Объединённых Наций.
Два принадлежащих евреям участка в Аль-Иссавии, известные как «Ган Шломит» (Сады Саломонс), в 1934 году были приобретены г-жой В. Ф. Саломонс и проданы компании «Gan Shlomit Company, Ltd.» в 1937 году. Несмотря на то, что эта земля была окружена забором, возникали столкновения, когда арабы, живущие по другую сторону забора, стремились возделывать землю, собирать оливки и ремонтировать близлежащие дома. Арабам разрешалось работать не ближе, чем на расстоянии пятидесяти метров от забора, в противном случае требовалось письменное разрешение израильской полиции.
Существовали две версии соглашения о демилитаризации: одна была подписана местным иорданским командиром, а другая — местным израильским командиром. Таким образом, две версии карты были причиной многих инцидентов в районе горы Скопус.
В июне 1967 года, когда в ходе Шестидневной войны израильская армия с боем заняла Восточный Иерусалим, гора Скопус стала частью территории Израиля.

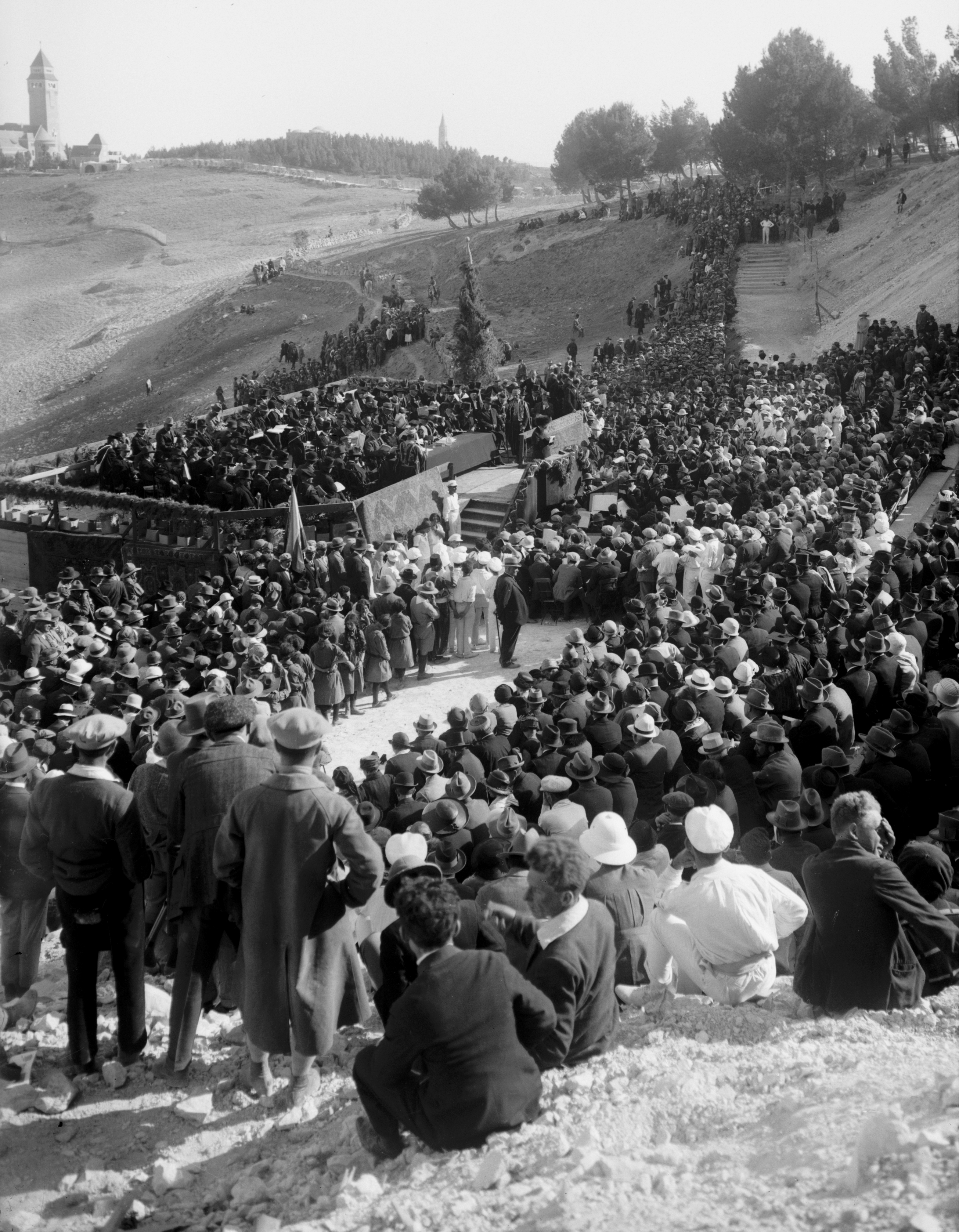
Церемония посвящения Еврейского университета в 1925 году

## Достопримечательности

### Еврейский университет в Иерусалиме
Строительство кампуса Еврейского университета на горе Скопус началось в 1918 году на землях, приобретённых у агентства по недвижимости «Gray Hill». Торжественное открытие состоялось в 1925 году в присутствии многих высокопоставленных лиц.
Проект университетского кампуса, разработанный сэром Патриком Геддесом, предусматривал расположение зданий университета на склоне горы и отводил место большому шестиугольному залу под куполом, подобному огромной звезде Давида.
Этот план не был реализован, однако Геддес разработал проект университетской библиотеки, — на сегодняшний день это юридический факультет Еврейского университета на горе Скопус.
К 1947 году университет стал серьёзным исследовательским и учебным центром в области гуманитарных и естественных наук, медицины, образования и сельского хозяйства (в Реховоте); он располагал национальной библиотекой, собственной типографией и образовательным центром для взрослых. В университете обучались 1000 студентов и работали 200 преподавателей.

### Иерусалимское британское военное кладбище
Британские кладбище в Иерусалиме (Иерусалимское военное кладбище) является военным кладбищем для солдат Британской империи, погибших в Первой мировой войне на территории Израиля. Кладбище находится на горе Скопус.
На кладбище было похоронено 2515 погибших: из 2449 военных — 2218 британских жертв. 100 похороненных солдат не были идентифицированы.
Памятник неизвестному солдату посвящён 3300 израильским военным, убитым в Египте. В целом, на военном кладбище в Иерусалиме увековечена память о 5815 погибших в Первой мировой войне.

### Больница «Хадасса» (Гора Скопус)

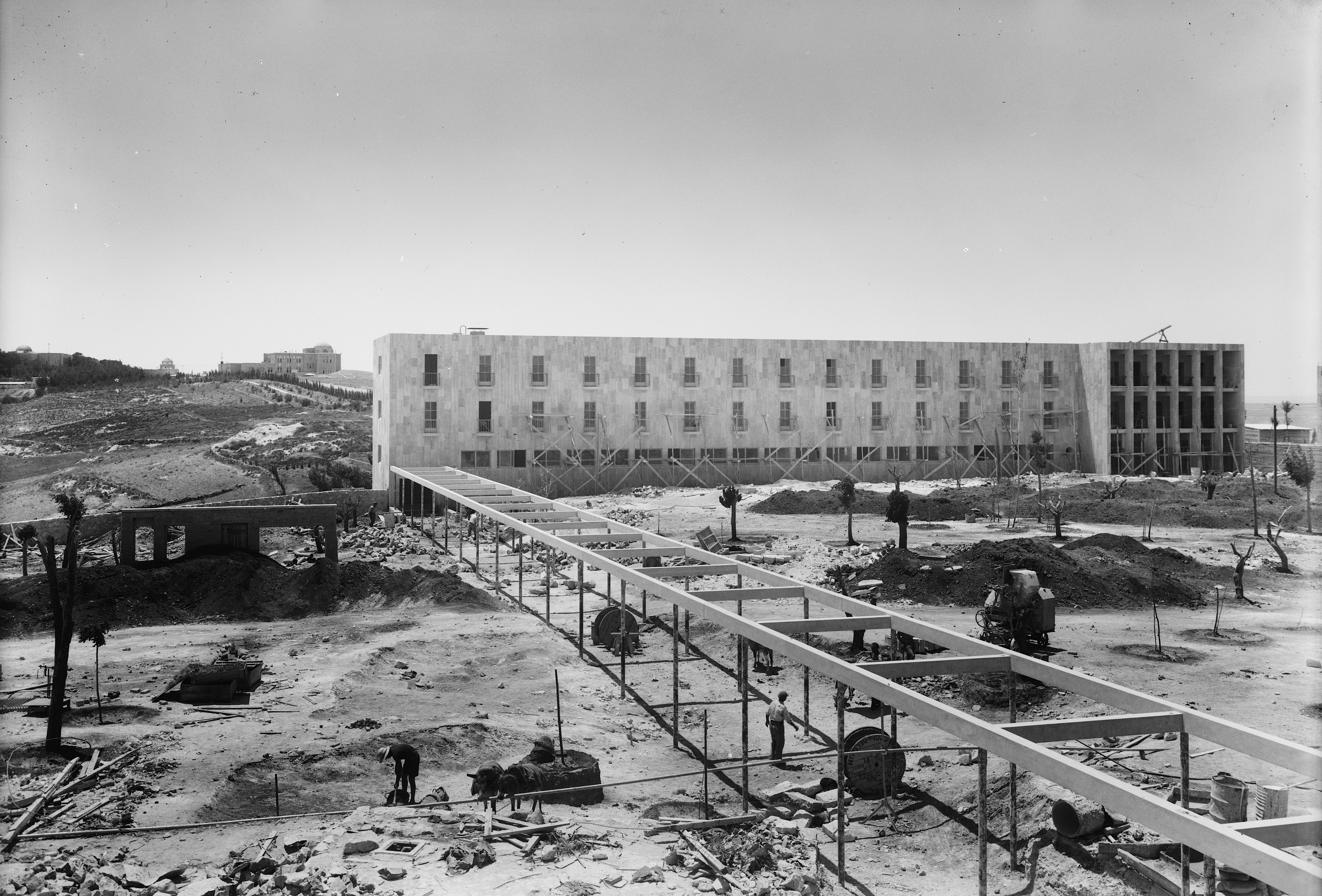
Строительство школы медсестер «Хадасса», 1934 год

В 1939 году женская сионистская организация «Хадасса» открыла клиническую больницу на горе Скопус в здании, построенном по проекту архитектора Эриха Мендельсона. В 1948 году, когда иорданцы оккупировали Восточный Иерусалим и блокировали дороги к горе Скопус, больница больше не могла функционировать. В 1960 году, после открытия клиник в различных местах, организация открыла медицинский центр в другой части города, в иерусалимском районе Эйн Керем. 13 апреля 1948 года, гражданский конвой, перевозящий медикаменты и персонал в больницу «Хадасса» на горе Скопус, был атакован арабскими силами. 78 евреев, в основном врачи и медсёстры, были убиты.

### Пещера Никанора и Национальный Пантеон Израиля
Пещера Никанора является древней погребальной пещерой, расположенной на горе Скопус в Иерусалиме. В ходе раскопок в пещере был обнаружен склеп с надписью: «Никанор — дверной мастер». Пещера находится в Ботаническом саду иерусалимского Еврейского университета у основания горы Скопус.
В пещере Никанора планировалось устроить национальный пантеон сионистского движения, но в силу обстоятельств (территория горы Скопус после получения Израилем независимости оказалась анклавом, окружённым владениями Иордании) этот проект остался нереализованным. В пещере Никанора похоронены только двое из сионистских лидеров — Леон Пинскер и Менахем Усышкин.
После 1948 года кладбище лидеров нации было создано на горе Герцля в западной части города.

### Национальный ботанический сад Израиля

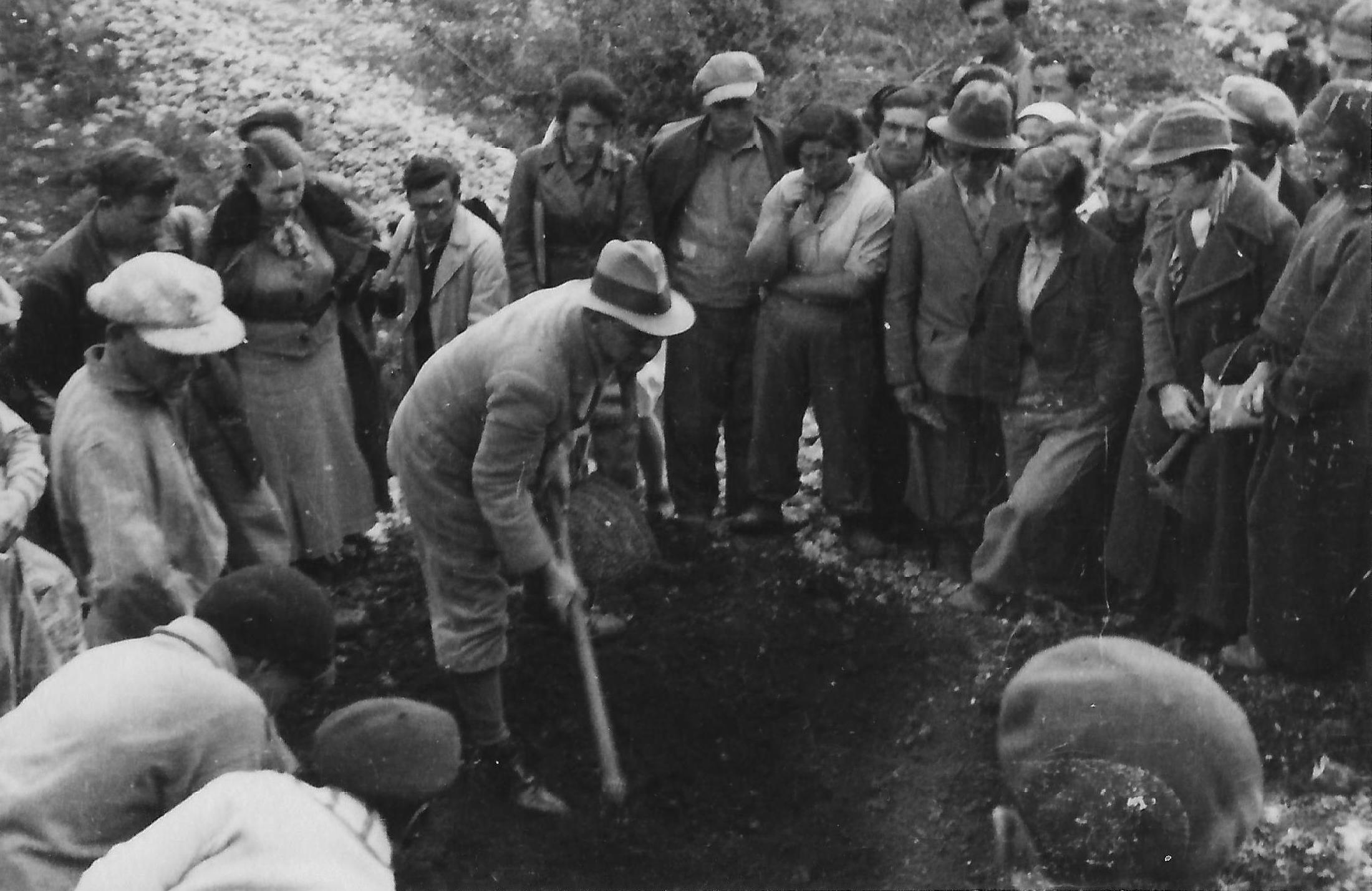
Д-р Александр Эйг принимает участие в благоустройстве территории Ботанического сада, 1931 год.

Ботанический сад Еврейского университета на горе Скопус был основан в 1931 году. Он является результатом научной и образовательной деятельности ботаника Александра Эйга. Этот сад содержит одну из крупнейших коллекций израильских диких растений. Эйг установил охрану фауны Израиля по местам обитания и создал совместно с учениками и коллегами (Михаэлем Зохари и Наоми Фейнброн) небольшие дюны, берега рек, крошечные средиземноморские леса и т. п., в том числе посадил местные растения. Собирая растения в питомниках Сирии, Турции, Ирака и Ливана, он привёз 350 саженцев кедра. Эта работа была продолжена ботаниками Тувией Кушнир и Кларой Чен.
В 1947 году в сад был переведён Библейский зоопарк, который был создан специально с этой целью. Большинство животных из-за отсутствия надлежащего ухода не пережили Войну за независимость. Когда в 1950 году было достигнуто урегулирование, в зоопарк начало поступать продовольствие.
Сад на горе Скопус был в запустении более 19 лет. В 1980 году было принято решение восстановить его. Сад был открыт в 1988 году и с тех пор он является научным и образовательным центром, а также зоной отдыха на территории кампуса.

### Бецалель (академия)
Академия искусств «Бецалель» — израильская национальная Академия художеств. Академия основана в 1906 году в Палестине художником Борисом Шацем.
Академия Бецалель расположена на Горе Скопус в Иерусалиме и ежегодно в ней обучаются около 1500 студентов.

## Галерея

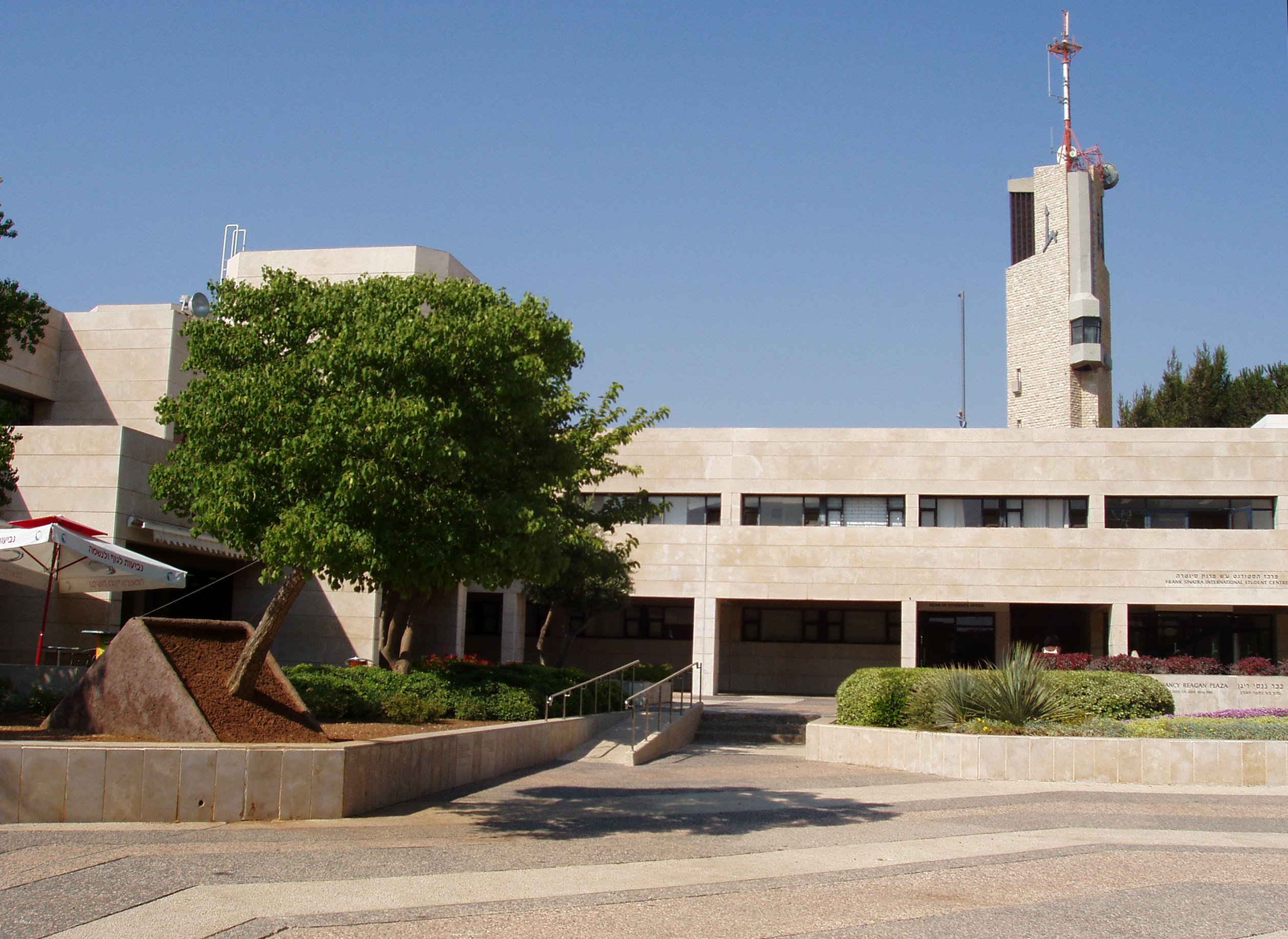
Еврейский университет в Иерусалиме
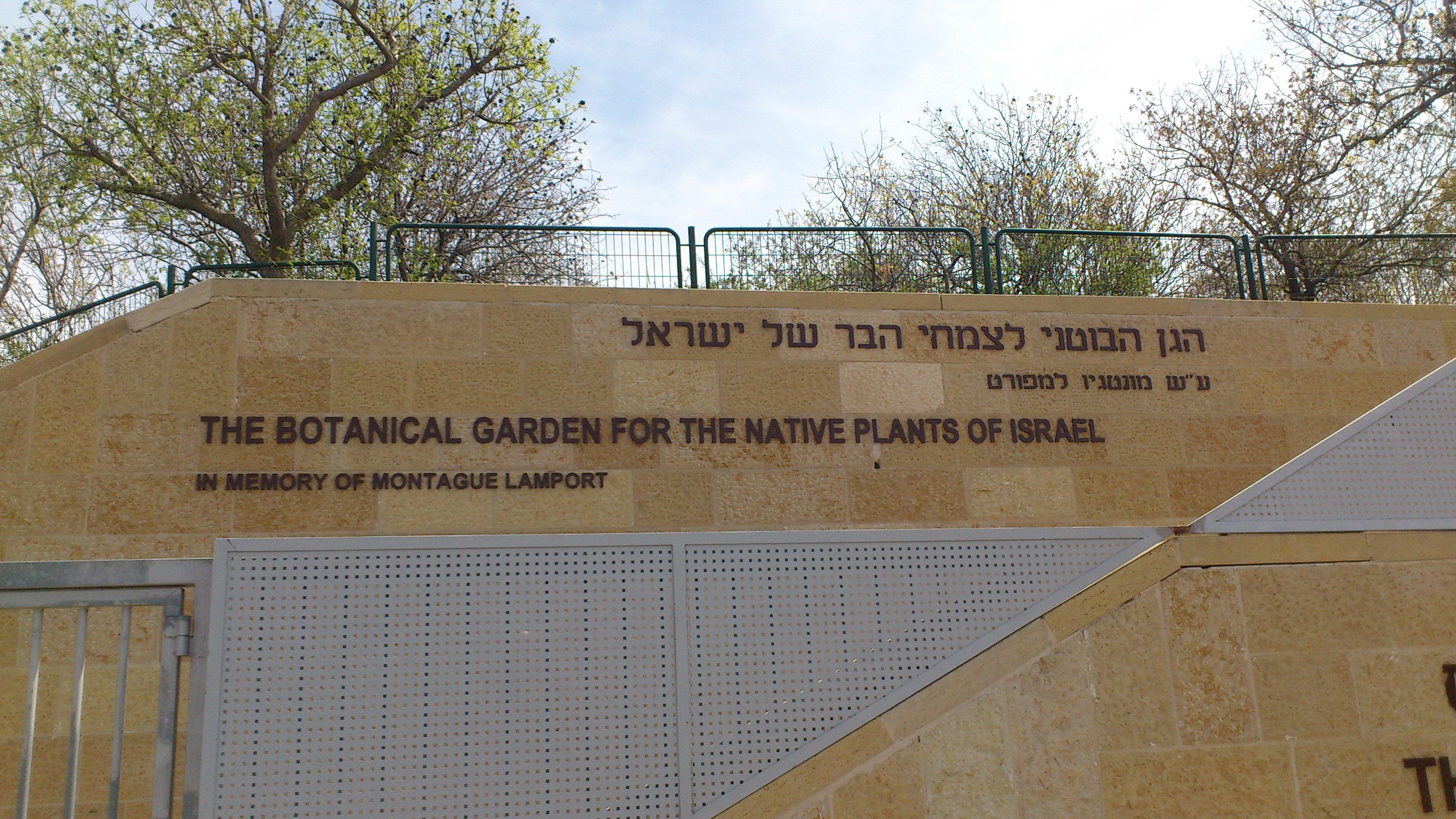
Национальный ботанический сад Израиля
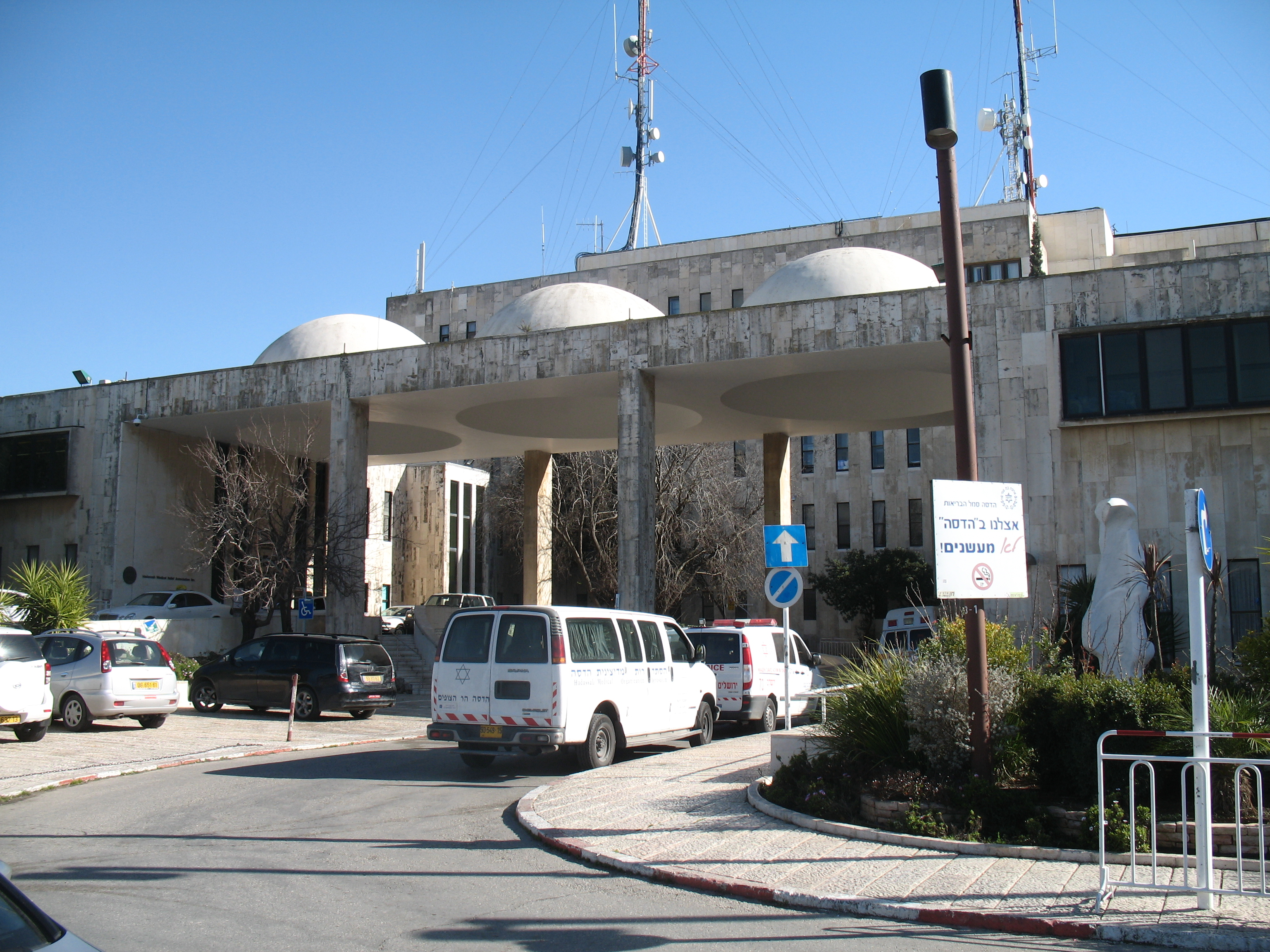
Больница Хадасса (Гора́ Ско́пус)
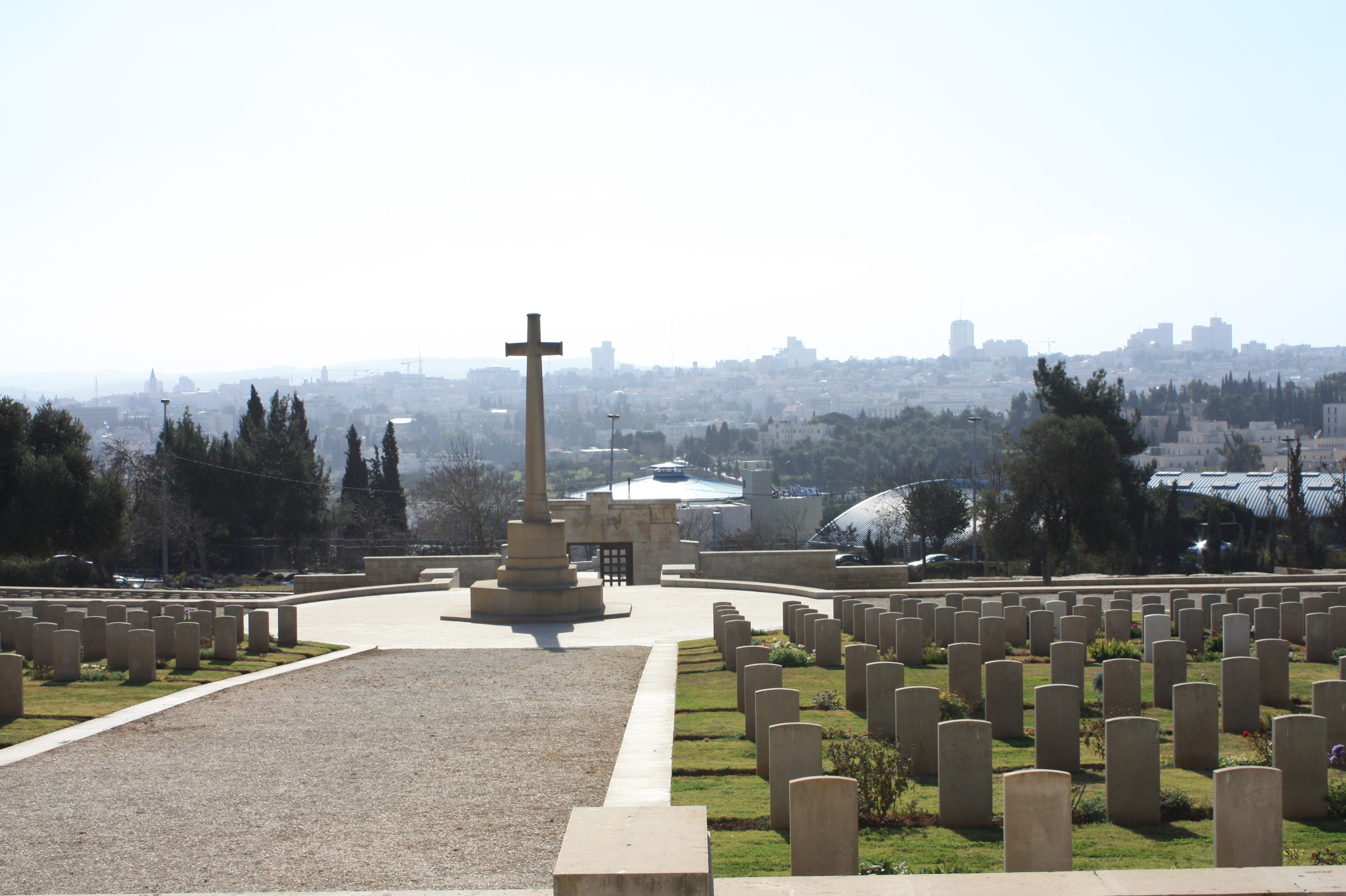
Иерусалимское британское военное кладбище на горе Скопус
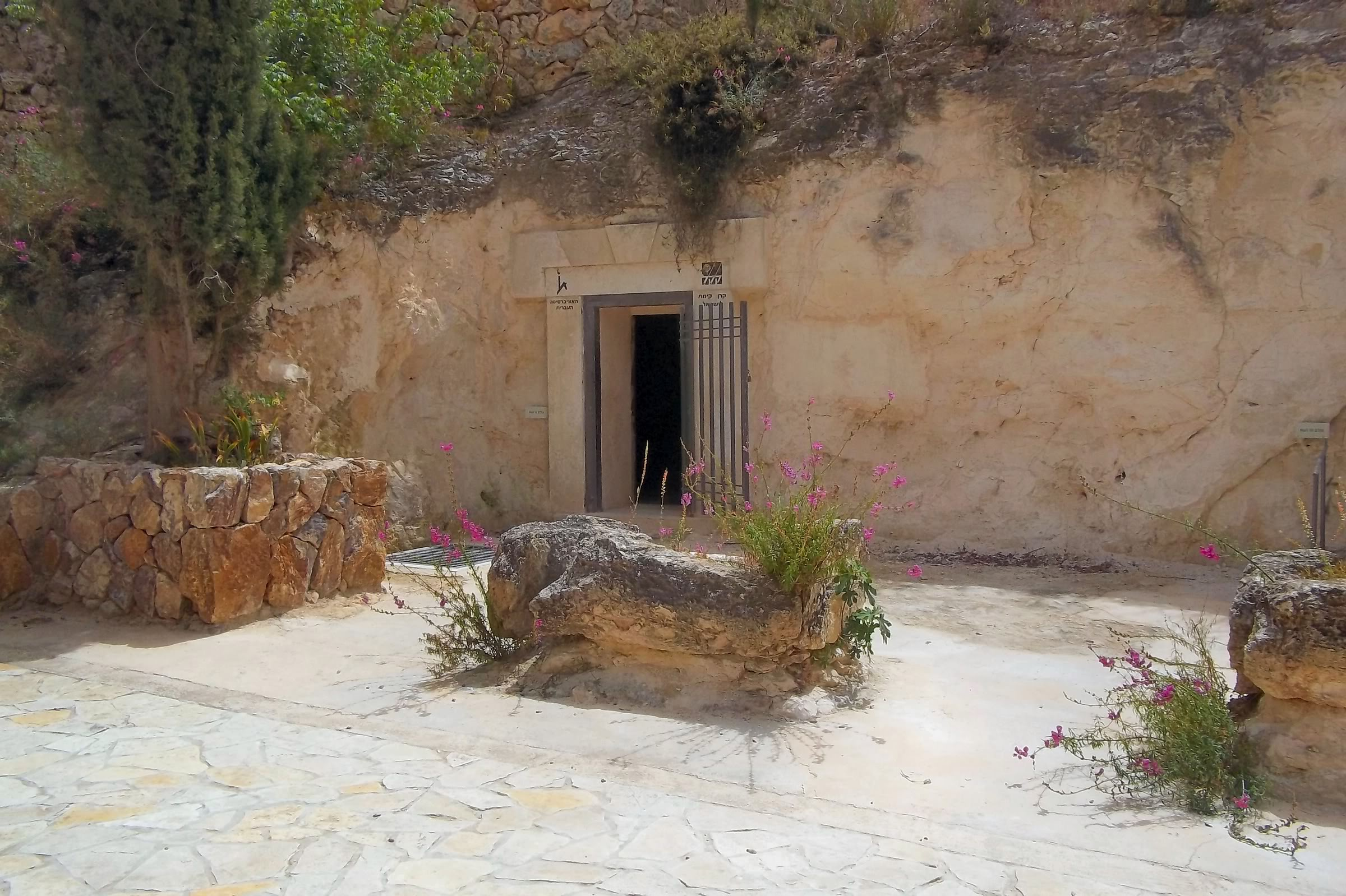
Пещера Никанора
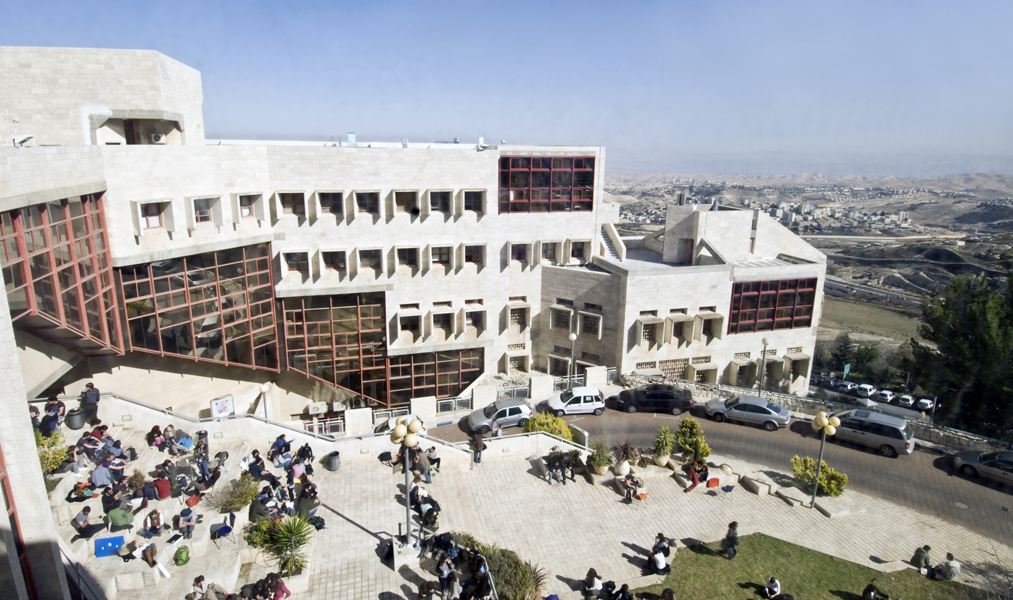
Бецалель (академия)